# Sapphirina darwini
Sapphirina darwini är en kräftdjursart som beskrevs av Ernst Haeckel 1864. Sapphirina darwini ingår i släktet Sapphirina och familjen Sapphirinidae. Inga underarter finns listade i Catalogue of Life.